# Yucun, Xiuning
Yucun (kinesiska: 榆村)  är en socken i östra Kina. Den ligger i Xiuning härad i staden Huangshan i provinsen Anhui, omkring 270 kilometer sydost om provinshuvudstaden Hefei. Antalet invånare är 9 249. Befolkningen består av 4 507 kvinnor och 4 742 män. Barn under 15 år utgör 12,0 %, vuxna 15-64 år 76 %, och äldre över 65 år 11,0 %.